# Tamar Kaprelian
Tamar Kaprelian (Scottsdale, Arizona, 28 de octubre de 1986) es una compositora y cantante estadounidense de origen armenio. Es conocida por su sencillo New Day y por ganar en marzo de 2008 un concurso organizado por la banda OneRepublic para premiar versiones de su tema Apologize.

## Biografía
Tamar Kaprelian nació en Scottsdale, Arizona y es hija de padres armenios. Creció en Georgia, California y un tiempo en Armenia.
Su interés por la música comenzó cuando descubrió los trabajos de Billy Joel y Paul McCartney, aunque ella menciona también las canciones clásicas de las películas Disney como una influencia de la infancia.
Inició su carrera en marzo de 2008 al ganar un concurso organizado por la banda OneRepublic que premiaba versiones de Apologize, un tema de la propia OneRepublic. Como recompensa, Ryan Tedder produjo su canción New Day, que se convirtió en su primer sencillo. Tamar define su música como "estimulante, esperanzadora, divertida, espiritual, y honesta".
El 24 de agosto de 2010 salió a la venta con el nombre de Sinner or a Saint (Pecador o Santo).
El álbum incluye las siguientes pistas:
1. "New Day" – 3:07
2. "Sinner Or A Saint" – 3:49
3. "Delicate Soul" – 3:41
4. "Raining In Paradise" – 4:34
5. "Should Have Known Better" – 3:56
6. "March Mornings" – 3:12
7. "Transcend" – 3:12
8. "Raw" – 3:49
9. "Purified" – 4:20
10. "The Otherside" (Aleatory) – 6:23

Además se encuentra disponible junto al álbum la canción "The Game" como descarga exclusiva en Amazon.
Su primer EP, California, salió a la venta el 19 de junio de 2012.
En 2015, Kaprelian fue anunciada como una de las integrantes del supergrupo Genealogy, formado para representar a Armenia en el Festival de la Canción de Eurovisión 2015 con la canción "Don't Deny".
En 2017 intentó representar de nuevo a Armenia en Eurovisión participando en el Depi Evratesil con  Poison (Ari Ari) , siendo eliminada en las semifinales en novena posición.